# Llac Ancylus
El llac Ancylus és el nom del llac que va ocupar la ubicació de la mar Bàltica a l'inici de l'Holocè, des d'aproximadament 8.000 anys aC. Aquest llac, més gran que l'actual mar Bàltic, estava separat del mar del Nord per un istme que connectava la Península Escandinava amb Jutlàndia.

## Història
El llac Ancylus va néixer quan el mar de Yoldia es va separar del Mar del Nord pel rebot isostàtic de la placa escandinava, entre els anys 8000 i 7000 aC. El llac es va engrandir gradualment a mesura que la capa de gel escandinava es fonia.
Quan l'istme que separa aquest llac del mar del Nord es va submergir a causa d'un reajustament isostàtic de l'escorça terrestre, entre els anys 7000 i 5000 aC., el llac Ancylus va donar a llum el mar de Littorina.